# Pierre Rossier

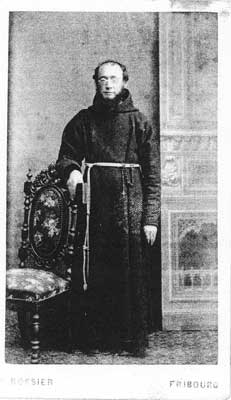
Cura en Friburgo, alrededor de 1860. Álbum de papel de plata.

Pierre Joseph Rossier (* 16 de julio de 1829 - entre 1883 y 1898) fue un fotógrafo suizo que hacía sus fotografías mediante la copia a la albúmina incluyendo imágenes estereoscópicas y tarjetas de visita; entre sus temas se incluían retratos y paisajes. Por encargo de la empresa londinense de Henry Negretti y Joseph Zambra viajó a Asia con el fin de documentar el progreso de las tropas Anglo-Francesas en la segunda guerra del Opio pero aunque no pudo unirse a esa expedición militar, se quedó en Asia durante varios años realizando las primeras fotografías comerciales de China, Filipinas, Japón y Siam (ahora Tailandia). Fue el primer fotógrafo profesional que se instaló en Japón y enseñó fotografía a Ueno Hikoma, Maeda Genzō, Horie Kuwajirō y otros de la primera generación de fotógrafos japoneses. En Suiza abrió un estudio fotográfico en Friburgo y otro en Einsiedeln, compatibilizando su trabajo en ellos con la producción de imágenes del país. Rossier está considerado como una figura importante en los comienzos de la historia de la fotografía tanto por sus propias imágenes como por el impacto de su enseñanza en los primeros días de la fotografía japonesa.

## Identidad y orígenes
Hasta muy recientemente, poco se sabía sobre Rossier e incluso su nombre dado era un misterio. En su propio tiempo uno se refería a veces a él como "P. Rossier" y en otros tiempos como "M. Rossier". Los documentos descubrían que en la ciudad de Friburgo los archivos finalmente demostraban que su nombre dado era Pierre, y se puede suponer que el "M" en "M. Rossier" apoyaba a "Monsieur". Se le creía mucho tiempo que estaba en Francia y mientras estaba en Japón uno se refería incluso a él como un "Englishman"; sin embargo, la investigación reciente ha revelado que Rossier era suizo, nacido el 16 de julio de 1829 en Grandsivaz, un pequeño pueblo en el Cantón de Friburgo. Era la cuarta parte de diez niños de una familia de cultivo de medio modesto. A la edad de dieciséis se convertía en un profesor en una escuela en un pueblo vecino, pero por 1855 había hecho un cambio de carrera: en ese año, se le emitía un pasaporte para visitar Francia e Inglaterra para trabajar como un fotógrafo.
A algún punto después de salir de Suiza y llegar en Inglaterra, la empresa de Henry Negretti y Joseph Zambra para viajar a China encargaba a Rossier que fotografiara la segunda guerra del Opio (1858-1860). Puede ser que la empresa consideraba la ciudadanía suiza de Rossier una ventaja para tal viaje, que la neutralidad de su país lo podría ayudar a encontrar pasaje a bordo de naves o británicas o francesas. Teniendo en cuenta los costes elevados, la incertidumbre en la cual incurría la empresa y los riesgos potenciales para Rossier mismo, esto era una comisión.

## Fotografiado en Asia

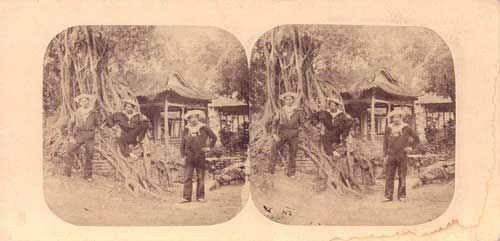
Marineros Franceses en Cantón en 1858. Estereoscopía, Álbum de papel de plata.

Rossier estaba en Hong Kong en 1858, y pronto empezaba a tomar fotografías, en su mayoría dentro y alrededor de Cantón. En noviembre de 1859 Negretti y Zambra publicaban un conjunto de cincuenta de las vistas de Rossier, incluyendo estereoscopía. Estos recibían revisiones favorables en publicaciones periódicas fotográficas del día. En 1858 o 1859 Rossier viajaba a las Filipinas donde visitaba el Volcán de Taal. Rossier estaba en Japón por 1859, que producía fotografías primero en Nagasaki, entonces en Kanagawa, Yokohama y Edo (ahora Tokio); era el primer fotógrafo profesional para llegar en Japón. Una de las fotografías que Rossier llevaba durante el verano de 1859, mientras en Nagasaki, era un retrato del hijo de Philipp Franz von Siebold y un grupo de samuráis del Clan Nabeshima.
Al extremo de junio de 1860, Rossier estaba en Shanghái, y es probable que visitara la ciudad en un intento de ganar permiso de acompañar la expedición militar anglo-francesa que había llegado el norte de China, por esa razón cumpliendo su comisión para documentar la segunda guerra del Opio. Si así, estaba fracasado; las dos fuerzas habían contratado ya fotógrafos para documentar la misión. Las fuerzas británicas eran acompañadas por los fotógrafos Felice Beato y John Papillon, y el francés por Antoine Fauchery, Clavija de Coronel de Teniente, y posiblemente también por Louis Legrand. Aunque Rossier fracasaba incluso en embarcarse en la misión, había alquilado documentar, se quedaba en Asia oriental por una temporada más mucho tiempo.
Por octubre de 1860, Rossier había vuelto a Nagasaki, dónde llevaba fotografías del puerto en nombre del cónsul británico, George S. Morrison, por el cual a Rossier se le pagaba US$70. Aunque las fotografías de Rossier de Japón eran anunciadas por Henry Negretti y Joseph Zambra por lo menos en dos ocasiones dentro 1860, la empresa no los publicaba hasta octubre o noviembre de 1861. Cinco de las vistas de Rossier de Japón fueron aparecidas más temprano, en George Smith es el libro de Diez Semanas en Japón en abril de 1861.
Gracias a una cantidad de documentos del tiempo, está ahora seguro que las fotografías de Negretti y Zambra de China y Japón fueran tomadas por Rossier, pero durante muchos años se creyó que podrían haberse tomado por cualquiera de los dos Walter B. Woodbury, quien también tenía transacciones con Negretti y Zambra pero estaba basado en Batavia (ahora Yakarta), o Abel Gower, que era un fotógrafo de aficionado en Japón. Curiosamente, la colección de fotografía de Universidad de Leiden incluye un retrato de Gower, firmado "P. Rossier", y en 1859 Rossier y Gower compartían pasaje sobre el HMS Sampson de Nagasaki a Edo.

## Fotografía de enseñanza

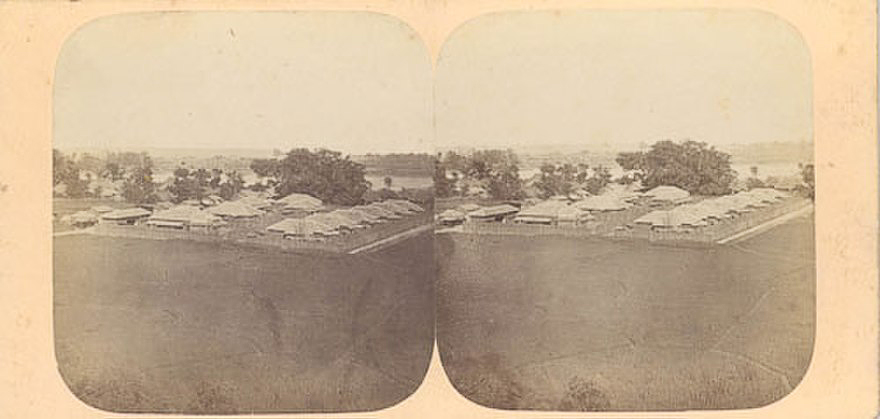
Vista de Yokohama, 1859. Estereoscopía, Papel de plata de álbum.

Rossier primero llegaba a Japón en 1859, cada vez cuando se estaban conduciendo primeros experimentos en la fotografía en Kyūshū, especialmente en Nagasaki. La ciudad era el centro de rangaku, el estudio de ciencia Occidental, y estaba aquí eso médicos de Jan Karel van den Broek y J. L. C. Pompe van Meerdervoort eran instrumentales al enseñarles no solamente medicina sino también química y fotografía a sus estudiantes japoneses. Ninguno de los dos estudios de Van den Broek y Pompe van Meerdervoort eran de un fotógrafo experimentado, y sus intentos de producir fotografías eran en gran parte fallos. Sin embargo, a su vez enseñaban fotografía de proceso de colodión húmedo a Keisai Yoshio, Furukawa Shumpei, Kawano Teizō, Maeda Genzō, Ueno Hikoma, and Horie Kuwajirō, entre otros.
Sobre su llegada a Japón, Rossier probablemente se presentaba como expendición de fotógrafo a Japón junto a la empresa de Londres de Negretti y Zambra, quizás por esa razón inspirando una malconcepción, ya que mientras se quedaba en el país uno se refería a menudo a él como un fotógrafo "Inglés". En Nagasaki, Rossier era ayudado en su trabajo por Maeda Genz, aquellos a quienes se había encargado acompañar al "inglés" y promover aprenden fotografía. Con Maeda y otros estudiantes que lo escoltan alrededor de la ciudad, Rossier tomaba fotografías de curas, mendigos, la audiencia de una correspondencia de sumo, el acuerdo extranjero, y el retrato de grupo de Alexander von Siebold y samurái. Rossier creía que los fracasos de Pompe van Meerdervoort en la fotografía eran debido a una falta de las sustancias químicas necesarias y así le proporcionaba una carta de recomendación de obtener aparato fotográfico y sustancias químicas de una fuente en Shanghái a Maeda. Tanto Maeda como Furukawa compraban lentes, sustancias químicas y papel de álbum por Rossier.
En esta vez, Ueno Hikoma y Horie Kuwajir también recibían instrucción fotográfica de Rossier. Aparentemente Ueno había pretendido originalmente aprender no solamente la práctica de fotografía sino también la fabricación de cámaras. Parece que el encuentro con Rossier ha convencido a Ueno de seguir fotografía como una carrera, pero era abrumado así por la tecnología de la cámara que rápidamente dejaba la noción de hacer a uno él mismo. En unos cuantos meses, él y Horie habían comprado una cámara francesa y sustancias químicas, seguidamente lanzando sus carreras fotográficas independientes. Aunque el tiempo de Rossier en Japón era breve y la herencia fotográfica que sobrevivía de su estancia era escasa, sin embargo tenía un impacto duradero en fotografía en el país.

## Años posteriores y herencia

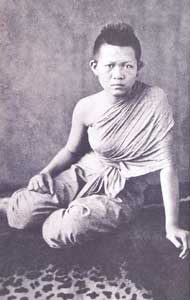
Retrato de una mujer siamesa, alrededor de 1861. Álbum de papel de plata.

En 1861, Rossier estaba en Siam, donde le ayudaba al zoólogo francés Marie Firmin Bocourt tomando retratos etnográficos en la última expedición científica de 1861-1862. En febrero de 1862, Rossier estaba otra vez en Shanghái, donde vendía sus cámaras y otro equipo fotográfico antes de embarcar por Europa.
Rossier volvía a Suiza en 1862 y en octubre de 1865 se casaba con Catharine Barbe Kaelin (1843-1867). La pareja tenía un hijo, Christophe Marie Pierre Joseph, que nacía el 30 de julio de 1866. Es posible que Catherine nunca se recuperara del parto porque muere el 4 de abril de 1867, a la edad de 23 años.
Rossier mantenía un estudio fotográfico en Fribourg hasta por lo menos 1876 y también tenía un estudio en Einsiedeln. Durante la década de 1860 y 1870, producía una cantidad de estereoscopía y cartes-de-visite que componía retratos y vistas de Fribourg, Einsiedeln y otros lugares en Suiza. En 1872, solicitaba un pasaporte para viajar a Francia donde puede haber producido fotografías. En algún punto entre 1871 y 1884, se casaba otra vez. Su segunda mujer, Marie Virginie Overney, era empleada como un criada doméstica por los propietarios de su estudio. Tenían un hijo, Joseph Louis, que nacía en París el 16 de marzo de 1884 y que pasaba a poseer una cafetería en Vevey, Suiza, que moría en 1927.
Pierre Rossier moría en París un poco de tiempo entre 1883 y 1898.
Los ejemplos de las vistas de Rossier de Suiza se celebran en varias instituciones y colecciones particulares en ese país. Rossier tomaba las primeras fotografías comerciales de China y Japón, y ahora son bastante raros. Se quejaba a veces de los efectos adversos del clima sobre sus sustancias químicas fotográficas y algunos de sus negativos se pueden haber perjudicado en marcha a Londres desde Asia. Aunque sus imágenes que sobreviven son escasas, su importancia en la primera historia de la fotografía en Asia es grande. Antes de su llegada a Japón en 1859, los estudiantes japoneses de fotografía habían luchado para producir imágenes satisfactorias, pero la experiencia de Rossier, instrucción, y los contactos con proveedores de materiales fotográficos eran sumamente amables en el desarrollo de una tradición fotográfica autónoma en Japón.